# Xingfa
Xinfa (kinesiska: 兴发) är en etnisk minoritetssocken för miao-, yi- och hui-folken i sydvästra Kina. Den ligger i Hezhang härad i staden Bijie i provinsen Guizhou, omkring 180 kilometer väster om provinshuvudstaden Guiyang.